# Líbezná krajina (opera)
Líbezná krajina (v anglickém originále The Tender Land) je druhou operou amerického skladatele Aarona Coplanda na libreto Horace Everetta (pseudonym Erika Johnse). Premiéra první verze opery se uskutečnila v New York City Opera 1. dubna 1954. O rok později pak měla premiéru revidovaná verze.

## Obsah opery[1]

### 1. jednání
Beth, malé děvče, si před rodinným statkem hraje se svou panenkou Danielou. Pošťák Splinters přináší balíček pro její matku, paní Moosovou. Jsou to maturitní šaty Bethiny starší sestry Laurie. Zítra se má stát první v jejich rodině, která vystudovala střední školu. Paní Mossová zve Splinterse na večírek po maturitě. On ji řekne, že v sousedství byli spatřeni dva podivní muži a že znásilnili dvě z místních dívek. Přichází Laurie a diví se, že jí dětství tak rychle uteklo. Štve ji, že se její matka a hlavně dědeček stále snaží ovládat její život.
Na scénu vstupují dva jezdci, Martin a Top. Setkají se s Laurie a přesvědčí jejího dědečka, aby je najal na pomoc se sklizní. Laurie je pozve na svůj večírek. Top se domluví s Martinem, aby se tam pokusil dědečka opít, aby se mohl pokusit svést Laurie.

### 2. jednání
Na večírku pronáší dědeček Laurie přípitek. Zatímco hosté tančí, snaží se Top Lauriina dědečka opíjet. Podezřívavá matka Mossová posílá pana Splinterse pro šerifa. Martin tančí s Laurie. Jdou sami na verandu, kde se líbají. Jejich intimnosti přeruší dědeček a matka Mossová obviní chlapce, že to oni znásilnili ty dívky ze sousedství. Tu se však vrací pana Splinters a říká, že šerif už ty chlápky, co provedli to znásilnění, chytil a že se dotyční přiznali. Dědeček přesto nařizuje Martinovi s Topem, aby do rána odešli.

### 3. jednání
V noci se Martin s Laurie potají setkají venku a domluví se, že spolu odejdou. Později ale Top přesvědčí Martina, že Laurie s nimi jít nemůže. Když Laurie zjistí, že Martin odešel bez ní, rozhodne se, že i přesto odejde od rodiny. Matka Mossová, která teď zůstala sama s malou Beth, obrací svou pozornost ke své mladší dceři. Než opona spadne, vrátí se matka do domu a malá Beth zůstává si hrát na silnici jako na začátku opery.

## Suita z opery
Zatímco samotná opera se mimo Spojené státy hraje jen sporadicky, poměrně známá je suita z této opery. Ve svém repertoáru ji má i Česká filharmonie.